# 艾塔斯卡縣
艾塔斯卡縣（英語：Itasca County）是美国明尼蘇達州北部的一個縣，面積7,583平方公里。根據2020年美國人口普查，共有人口45,014人。縣治大急流城。該縣成立於1849年10月27日，是最早的九個縣之一，縣名來自密西西比河的正源艾塔斯卡湖。艾塔斯卡是拉丁语「veritas caput」的縮寫，就是「真正的源頭」（湖目前的位置在清水縣）。